# ميانرود (هرازبي الجنوبي)
میانرود (بالفارسية: میانرود) هي قرية تقع في إيران في قسم هرازبي الجنوبی الريفي. يقدر عدد سكانها بـ 263 نسمة .